# Dorothy Emmet
Dorothy Mary Emmet (* 29. September 1904 in Kensington, London; † 20. September 2000 in Cambridge) war eine britische Philosophin, die an der University of Manchester das Department of Philosophy begründet und geleitet hat.

## Leben
Emmet war die älteste Tochter des Pfarrers Cyril William Emmet und dessen Frau Gertrude Julia, geborene Weir. Sie hatte eine jüngere Schwester und einen jüngeren Bruder. Ihr Vater wurde 1920 Dozent am University College in Oxford. Emmet besuchte die Schulen St. Mary’s Hall in Brighton (1918–1923) und Lady Margaret Hall in Oxford (1923–1926), wo sie unter anderem William David Ross und Robin George Collingwood hörte. Nach ihrem Studium arbeitete sie als Tutor, bis sie 1928 einen Ruf an das Radcliffe College in Harvard erhielt. Dort besuchte sie ein Seminar bei Alfred North Whitehead, dessen Philosophie sie beeindruckte. Nach ihrer Rückkehr 1930 unterrichtete sie am Somerville College in Oxford und veröffentlichte 1932 ihr erstes Buch über „Whitehead's Philosophy of Organism“. Ab 1932 wurde sie Dozentin am Armstrong College in Newcastle-upon-Tyne, der späteren University of Newcastle. Im Jahr 1938 wechselte sie als Dozentin für Religionsphilosophie nach Manchester. Dort wurde sie 1945 Professorin für Philosophie und erhielt den Lehrstuhl eines Sir Samuel Hall Professor of Philosophy im Jahr 1946. In den Jahren 1953 und 1954 war sie Präsidentin der Aristotelian Society und in den Jahren 1962 bis 1964 war sie als „Dean of Arts“ ihrer Universität tätig. Im The Manchester Guardian veröffentlichte sie regelmäßig Buchbesprechungen. Mit ihrer Emeritierung 1966 zog Emmet nach Cambridge und konzentrierte sich auf ihre Forschungen. Sie war dort Mitglied im „Moral Sciences Club“, emeritierte Dozentin am Lucy Cavendish College und Mitherausgeberin der Zeitschrift „Theoria to Theory“. Sie hielt auch mehrfach Vorlesungen über Philosophie in Westafrika. Es folgten bis wenige Jahre vor ihrem Tod eine Reihe weiterer Buchveröffentlichungen.

## Lehre
Emmet setzte sich kritisch mit dem Positivismus auseinander und vertrat im Bereich der politischen Philosophie eine sozial engagierte Position, die sich bei ihr während ihrer Tätigkeit als Tutor für arbeitslose Arbeiter bereits in den 1920er Jahren herausgebildet hatte. Hier arbeitete sie eng mit anderen Abteilungen der Universität wie den politischen Wissenschaften, den Wirtschaftswissenschaften oder der Anthropologie zusammen. Kollegen waren hierbei Max Gluckman, Michael Polanyi und Arthur Norman Prior. Mit Margaret Masterman (1910–1986) und deren Ehemann Richard Bevan Braithwaite war sie Gründungsmitglied der „Epiphany Philosophers“, deren Anliegen es war, zu zeigen, dass Christentum und Philosophie nicht nur miteinander verträglich sind, sondern sich sogar benötigen.

## Werke
- Whitehead's Philosophy of Organism (1932) (online bei Internet Archive)
- The Nature of Metaphysical Thinking (1945)
- Annual philosophical lecture to the British Academy (1949)
- The Stanton lectures in Cambridge (1950–53)
- Function, Purpose and Powers (1958)
- Rules, Roles and Relations (1966)
- In The Moral Prism (1979)
- The Effectiveness of Causes (1986)
- The Passage of Nature (1992)
- The Role of the Unrealisable (1994)
- Philosophers and Friends: Reminiscences of 70 Years in Philosophy (1996)